# Hypogastrura maynardi
Hypogastrura maynardi är en urinsektsart som beskrevs av Christiansen och Bellinger 1980. Hypogastrura maynardi ingår i släktet Hypogastrura och familjen Hypogastruridae. Inga underarter finns listade i Catalogue of Life.